# Tipula (Platytipula) luteipennis
Tipula (Platytipula) luteipennis is een tweevleugelige uit de familie langpootmuggen (Tipulidae). De soort komt voor in het Palearctisch gebied.